# Britská kuchyně
Britská kuchyně, neboli kuchyně Spojeného království (anglicky British cuisine) je tradiční kuchyní Velké Británie. Vychází z keltských a anglosaských tradic, byla ale ovlivněna i dalšími vlivy, například indickou kuchyní a kuchyněmi dalších zemí, které stejně jako Indie byly koloniemi Velké Británie.
Britská kuchyně se v porovnání například s italskou či francouzskou kuchyní netěší příliš dobré pověsti. Velká část Britů ovšem tento postoj považuje za zastaralý, protože bídná kvalita průmyslově vyráběných potravin ve 20. století neodpovídala kvalitě domácí kuchyně.
Během středověku a osvícenství měla britská kuchyně vynikající pověst, její úpadek nastal v okamžiku, kdy během průmyslové revoluce začal lid opouštět venkov a hromadně se stěhovat do měst. Britská kuchyně také velmi trpěla nucenými příděly v obou světových válkách (výdej na potravinové lístky byl v Británii ukončen teprve v roce 1954), na což plynule navázal rozkvět masově vyráběných potravin nevalné úrovně.

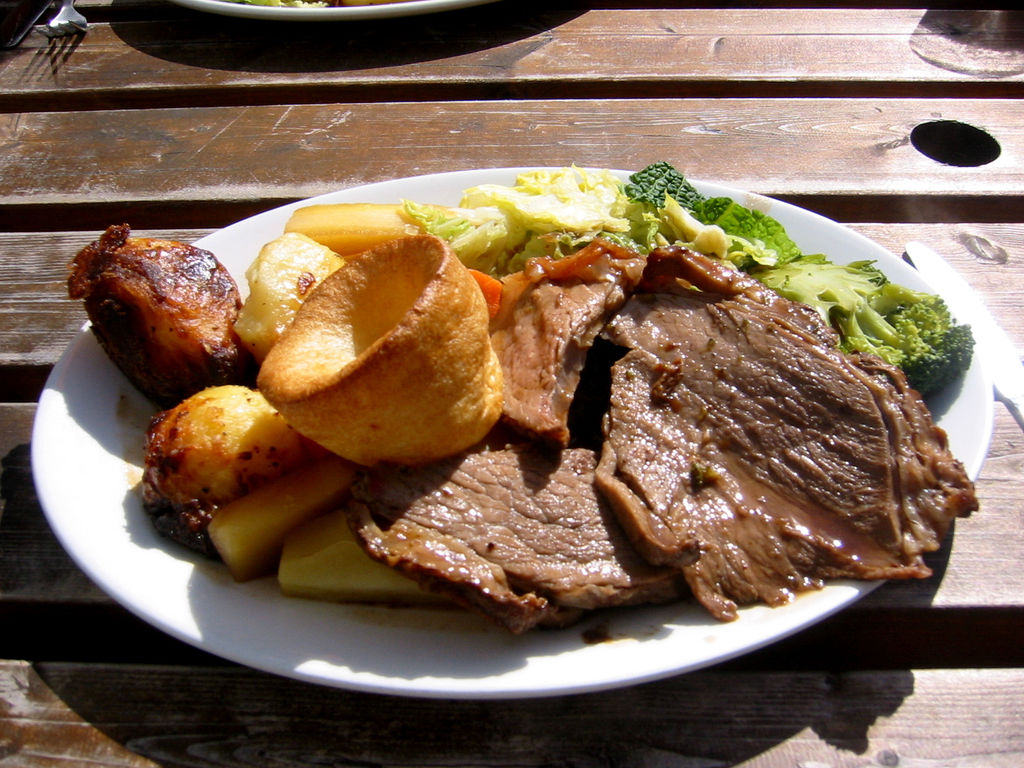
Rostbíf, jako příloha yorkshirský pudink, tvoří tradiční Sunday Roast

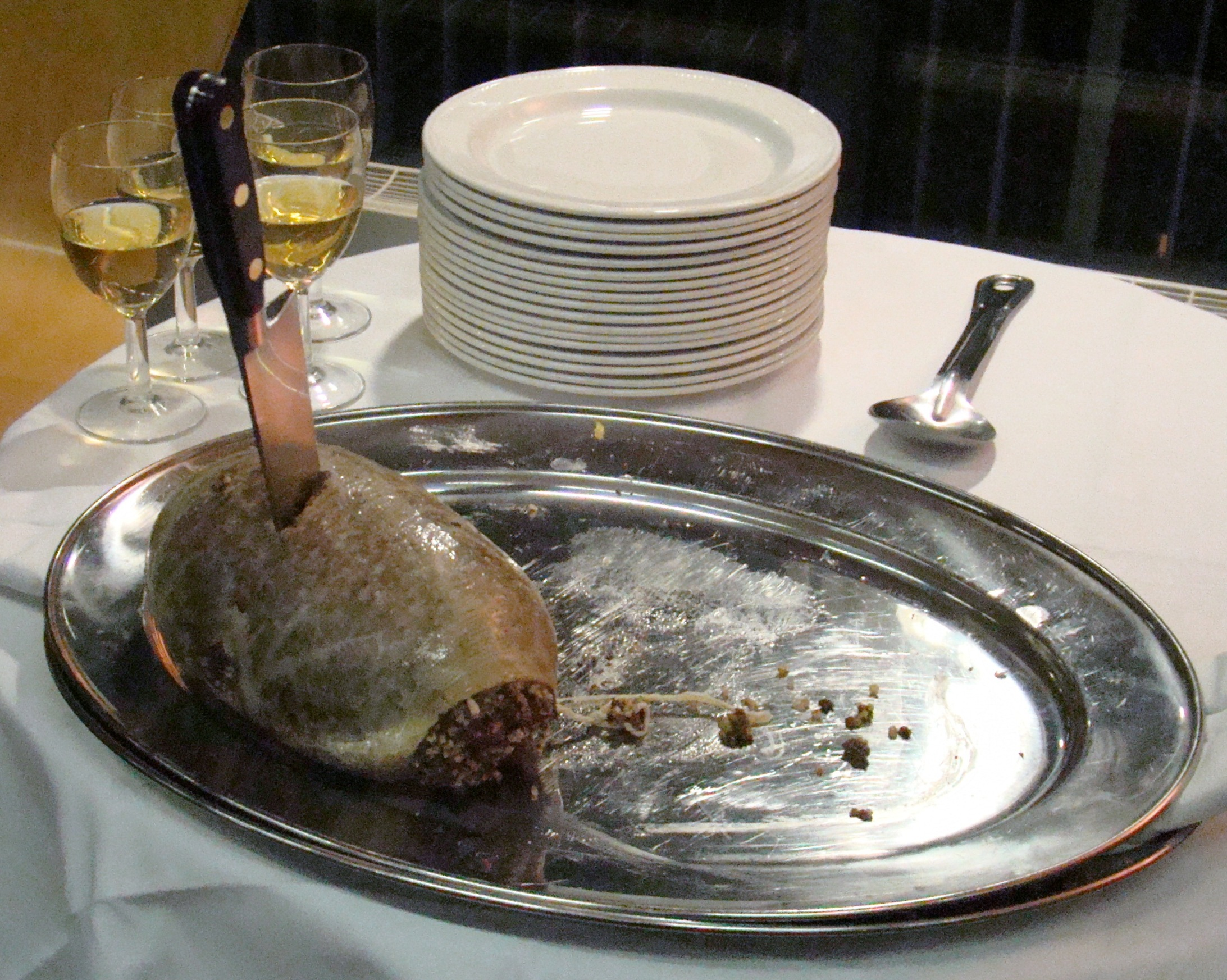
Haggis

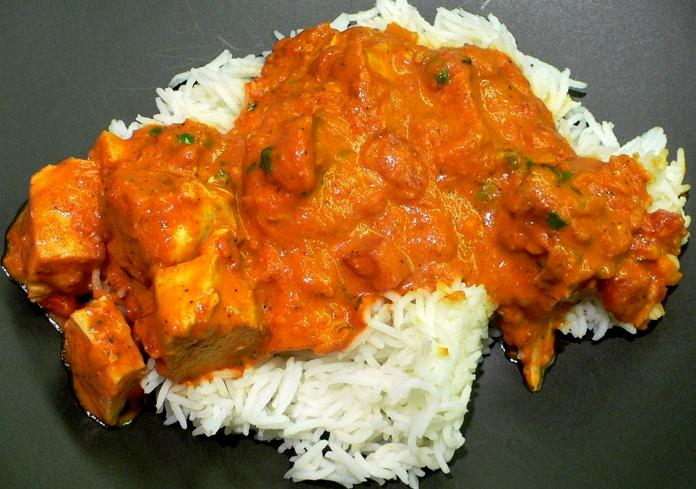
Kuřecí tikka masala s rýží

## Tradiční britská jídla
- Fish and chips, jídlo které bývá někdy považováno za národní jídlo Velké Británie. Skládá se z ryby smažené v těstíčku (obvykle treska) a tlustých smažených hranolků, které se tradičně polévají sladovým octem a sypou solí.
- Yorkshirský pudink, příloha, která pochází z oblasti hrabství Yorkshire. Vyrábí se z pečeného pudinku (z mléka, vajec, mouky, másla, soli a oleje).
- Rostbíf, plátky pečeného hovězího masa.
- Haggis, národní jídlo Skotska, jedná se o ovčí vnitřnosti, cibuli a ovesné vločky vařené v ovčím žaludku.
- Hovězí Wellington, hovězí steak obalený ve vrstvě paštiky, směsi z hub, parmské šunce upečený v listovém těstě.
- Kuřecí tikka masala, ve Velké Británii velmi populární pokrm z indické kuchyně. Jedná se o kousky smaženého marinovaného kuřete podávaného s oranžovou kari omáčkou.
- Cawl, tradiční velšská polévka z masa, brambor, tuřínu a mrkve.
- Sendvič
- Masové koláče, kapsy z těsta plněné masem, často i bramborami, tuřínem nebo cibulí.
- Klobásy, nejznámějšími jsou black pudding, podobná českému jelitu a white pudding podobná jitrnici.
- Worcesterská omáčka, která se používá do mnoha jídel. Tradičně obsahuje fermentovanou sóju, ocet, melasu, česnek, zázvor, ančovičky a další přísady.
- Vánoční pudink, vyráběný ze sušeného ovoce, sádla, melasy a koření.
- Crumble, dezert, který se připravuje z ovoce a drobenky. Existuje také slaná varianta, obsahující maso, sýr a zeleninu.

### Sýry
Typické britské sýry jsou tvrdé a vyrábí se z kravského mléka. Nejrozšířenějším druhem je čedar, který je známý po celém světě. Společně s ním je takzvaným králem mezi anglickými sýry Stilton, což je sýr s modrou plísní podobný roquefortu. Vyrábí se ovšem velké množství dalších charakteristických sýrů a jejich výroba zažívá v poslední době díky zájmu o lokální produkty jistou renesanci.

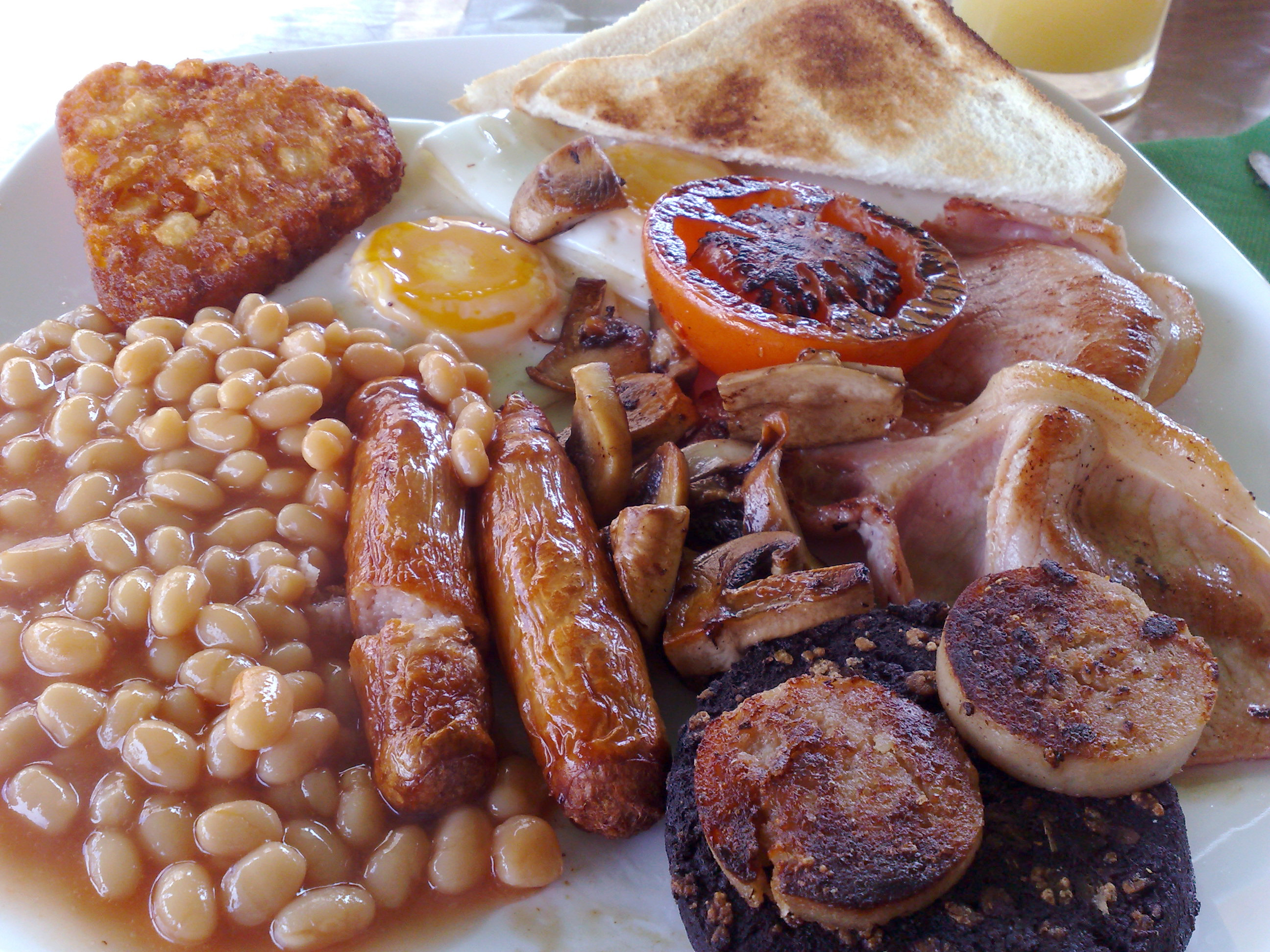
Anglická snídaně

## Anglická snídaně
Britská kuchyně je známa svými bohatými snídaněmi. Tradiční britská snídaně se obvykle skládá ze smažených vajec, smažené slaniny, párků, fazolí a chleba (často toastového) a často také i z rajčat nebo smažených hub.
Dříve bylo populární také indické jídlo kedgeree, což je směsice vařené bílé ryby, rýže, petržele, vajec natvrdo, kari prášku, másla či smetany a někdy rozinek

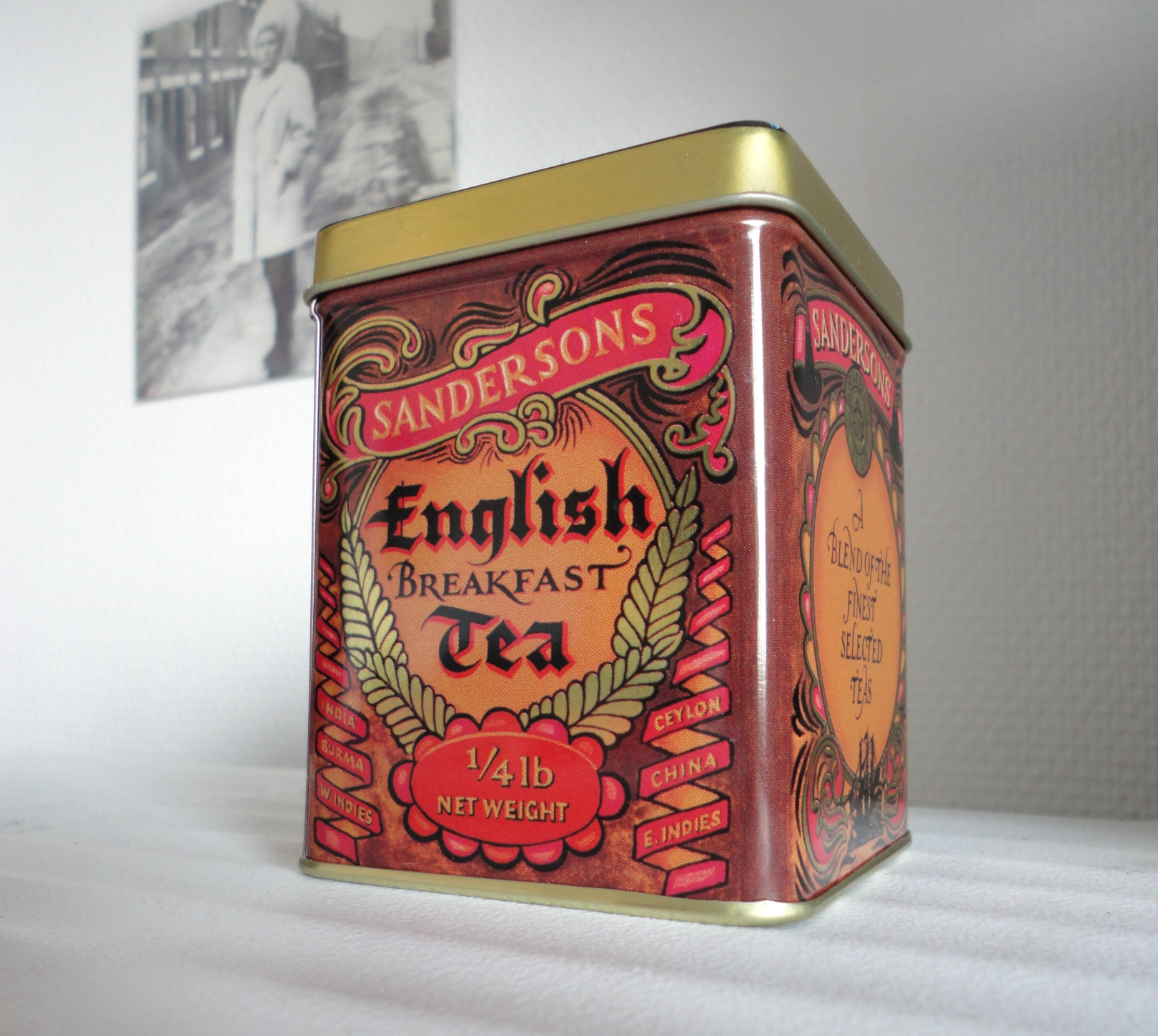
Dóza anglického čaje

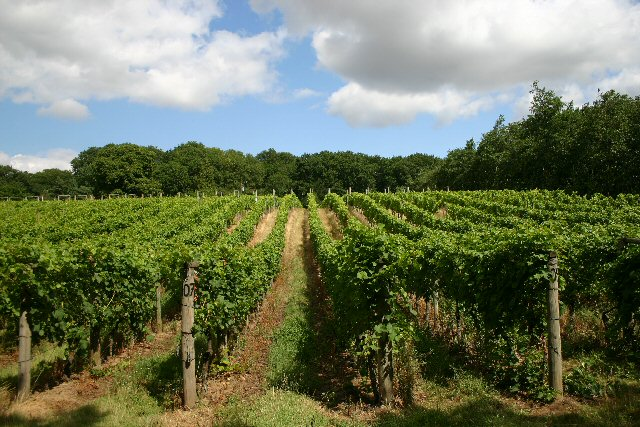
Vinice Wyken v Anglii

## Nápoje
Nejpopulárnějším nápojem je čaj, Velká Británie má třetí největší spotřebu čaje na obyvatele (po Turecku a Irsku). Do Velké Británie se dostal čaj z Číny. Nejpopulárnější jsou silné černé čaje, často podávané s mlékem a sušenkami. Zvyk pít čaj o páté (tzn. v pět hodin odpoledne) vznikl ve Francii, ačkoliv je přisuzován Anglii, která ho od Francouzů pouze převzala.
Z nealkoholických nápojů je nejpopulárnější likér z bezinek nebo jablečný džus.
Z alkoholických nápojů je populární piva a cider (nápoj z kvašených jablek) nebo hrušková verze cideru perry. Ve Skotsku se vyrábí whisky.
Ve Velké Británii se pěstuje a pije také víno. Prodej tamní produkce vína na britském trhu činí pouhé jedno procento. Vinná réva se pěstuje převážně na území Anglie (hlavně v sušších teplejších oblastech jako je Essex, Sussex nebo Kent). Krom Anglie je několik málo vinic také ve Walesu. Od roku 2015 se vyrábí také víno ve Skotsku, konkrétně ve Fife, ale odborníky na víno bývá považováno za nepitelné.

## Kuchyně britských zemí a dependencí
Britská kuchyně zahrnuje tyto regionální kuchyně:
- Anglická kuchyně
- Skotská kuchyně
- Velšská kuchyně
- Severoirská kuchyně
- Manská kuchyně
- Jerseyská kuchyně
- Guernseyská kuchyně
- Anguillská kuchyně
- Bermudská kuchyně
- Kuchyně Britských panenských ostrovů
- Falklandská kuchyně
- Gibraltarská kuchyně
- Kuchyně Jižní Georgie a Jižních Sandwichových ostrovů
- Kajmanská kuchyně
- Montserratská kuchyně
- Kuchyně Pitcairnových ostrovů
- Kuchyně Svaté Heleny, Ascensionu a Tristan da Cunha
- Kuchyně Turks a Caicos